# 焦昶
焦昶（?—?），五胡十六国时期北凉将领。
焦昶仕于沮渠蒙逊，为沮渠汉平的长史。415年，西秦国王乞伏炽磐统率三万大军袭击湟河，沮渠汉平派司马隗仁击败乞伏炽磐。乞伏炽磐想要回师，焦昶和将军段景暗中和乞伏炽磐勾结，请乞伏炽磐挥师再攻。焦昶、段景劝说沮渠汉平出城投降。只有隗仁坚决不降，最后被乞伏炽磐抓获。